# Chikusei
Chikusei (japanska: 筑西市 ?, Chikusei-shi) är en stad i Ibaraki prefektur i Japan. Staden bildades 2005 genom en sammanslagning av staden Shimodate och tre mindre kommuner.